# Silene gubanovii
Silene gubanovii là loài thực vật có hoa thuộc họ Cẩm chướng. Loài này được Lazkov miêu tả khoa học đầu tiên năm 1994.